# Rice Lake (Trent River)
Der Rice Lake ist ein See im Südosten der kanadischen Provinz Ontario.

## Lage
Der See liegt südlich der Stadt Peterborough und nördlich von Cobourg. Der See ist Bestandteil des Trent-Severn-Wasserweges. Dieser verläuft von der Georgsbucht des Huronsee über die Kawartha Lakes und den Otonabee River zum Rice Lake und über den Trent River weiter zum Ontariosee.
Der Rice Lake hat eine Länge von 37 km und eine Breite von 4,8 km. Die Ureinwohner nannten den See „Pemadashdakota“ („See der brennenden Ebenen“).
Ein Drumlin-Feld erstreckt sich nordwestlich des Sees. Einige der Inseln im Rice Lake stellen teilweise überflutete Drumlins dar.
Der Rice Lake teilt die Oak Ridges-Moräne mittels drei Keilen im Westen (Albion, Uxbridge und Pontypool), sowie einem Keil im Osten (Rice Lake), welcher sein Ende im Trent River findet. Ein schmaler Korridor südlich des Rice Lake verbindet diese Keile.
Der See ist ziemlich seicht. Er wurde nach dem Wasserreis benannt, welcher früher im See wuchs und von den Ureinwohnern der Gegend geerntet wurde. Ein Großteil des ursprünglich im See weitverbreiteten Wasserreis verschwand, als der Wasserstand aufgrund der Baumaßnahmen zur Errichtung des Wasserweges angehoben wurde.
Der Ort Bewdley liegt am Westende des Sees. Die Stadt Hastings liegt am Ostufer des Sees.
Prähistorische Grabhügel wurden im Serpent Mounds Park am Nordufer des Rice Lake entdeckt. Weitere Sehenswürdigkeiten am See bilden die Indianerreservate der  Alderville und Hiawatha First Nations. Weitere Orte am See sind Roseneath, Bailieboro, Gores Landing und Harwood.
Die Cobourg and Peterborough Railway wurde 1854 fertiggestellt. Sie überquerte den Rice Lake von Harwood nach Hiawatha. Die starken Eisschollen des Sees im Winter beschädigten die Brücke so stark, dass der Fahrbetrieb innerhalb von sechs Jahren eingestellt wurde. Abschnitte der Eisenbahntrasse sind am See noch zu erkennen.
Im späten 19. Jahrhundert befuhr ein Passagier-Dampfschiff den See.

## Seefauna
Rice Lake ist ein bekanntes Touristenziel und populär bei Anglern. Ein Angelwettbewerb wird jährlich am Rice Lake ausgetragen. Im See werden u. a. folgende Fische gefangen: Glasaugenbarsch, Muskellunge, Forellenbarsch, Schwarzbarsch, Amerikanischer Flussbarsch, Schwarzflecken-Sonnenbarsch (Black Crappie) und Sonnenbarsche.

## Inseln
Cow Island, Black Island, Foley Island (Upper und Lower), Grasshopper Island, Grape Island (East und West), Harmony Island, Harris Island, Hickory Island, Long Island, Margaret Island, Paudaush Island, Rack Island, Sheep Island, Spook Island, Sugar Island (East und West), Tic Island und White’s Island.